# Stigmacros clarki
Stigmacros clarki är en myrart som beskrevs av Mcareavey 1957. Stigmacros clarki ingår i släktet Stigmacros och familjen myror. Inga underarter finns listade i Catalogue of Life.